# Conops hexagonus
Conops hexagonus är en tvåvingeart som beskrevs av Müller 1764. Conops hexagonus ingår i släktet Conops och familjen stekelflugor.
Artens utbredningsområde är Danmark. Inga underarter finns listade i Catalogue of Life.